# Національна пам'ятка (США)

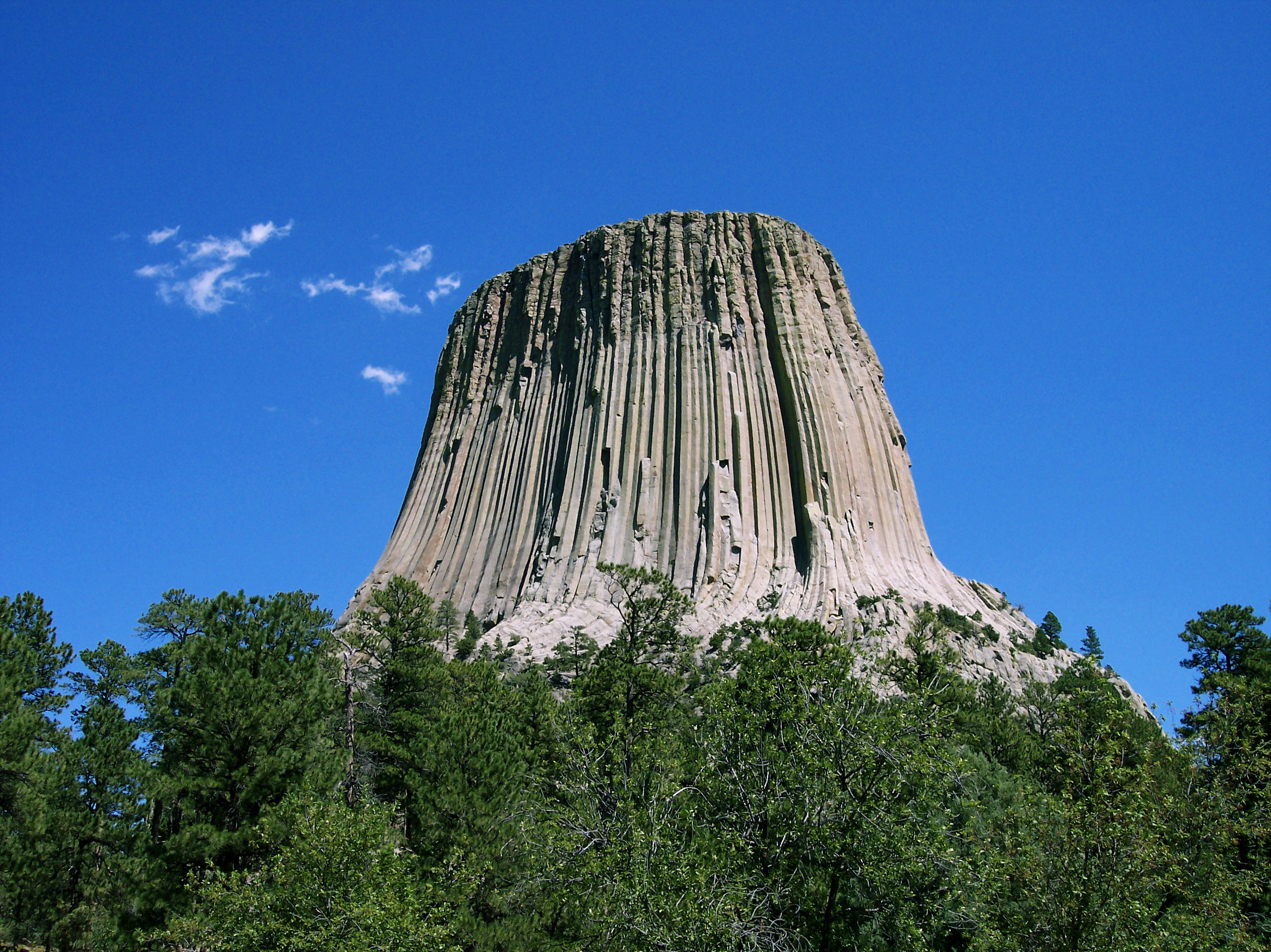
Вежа Диявола, перша національна пам'ятка

Національна пам'ятка (англ. National monument) у США — різновид природоохоронної території, якою може стати історична пам'ятка чи утворення, які мають історичний чи науковий інтерес. Подібна до національного парку, але може бути утворена на будь-якій території, що належить або управляється федеральним урядом, за рішенням президента США.
Національні пам'ятки перебувають у відомстві однієї з кількох служб: Служби національних парків США, Служби лісів США, Служби рибних ресурсів та дикої природи США або Бюро управління землями. Історично деякі пам'ятки управлялись Воєнним міністерством США.
Можуть утворюватися згідно з законом Antiquities Act 1906 року. Вперше ним скористався президент Теодор Рузвельт для проголошення пам'яткою Вежі Диявола (штат Вайомінг).